# Partito della Birra
Il Partito della Birra (in tedesco die Bierpartei, BIER) è un partito satirico austriaco. Fondato nel 2014, era originariamente conosciuto come il Partito della Birra Austriaco (Bierpartei Österreich) e ha utilizzato l'abbreviazione corrispondente BPÖ fino alla sua ridenominazione nel 2020. L'attività del partito si svolge principalmente a Vienna, dove BIER è apparso per la prima volta alle elezioni parlamentari del 2019, per poi apparire nuovamente alle elezioni statali a Vienna del 2020.
A partire dal 2020, non è stato in grado di ottenere i voti necessari per la rappresentanza nel Consiglio nazionale, nel Consiglio federale e nel Landtag, racimolando solo lo 0,6% dei voti della capitale nel 2019 e l'1,8% nel 2020. Tuttavia, il partito è stato in grado di vincere mandati in 11 distretti di Vienna. Alle elezioni presidenziali in Austria del 2022 il leader Dominik Wlazny ha ottenuto l'8,4% delle preferenze, risultando così il terzo candidato più votato a livello nazionale e il secondo più votato nella zona di Vienna.
Il partito è organizzato esclusivamente a livello federale senza partiti statali.

## Storia

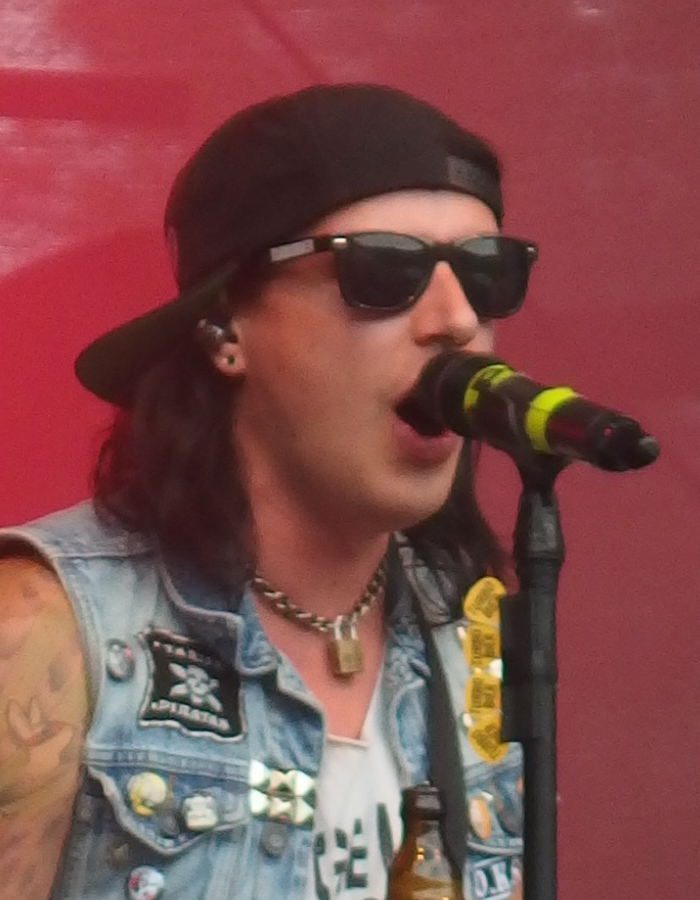
Marco Pogo, frontman del gruppo punk rock Turbobier

I partiti della birra esistono in tutto il mondo, specialmente nell'Europa orientale. Già nelle ultime elezioni parlamentari in Germania Est del 1990 era stata presentata nel collegio elettorale di Rostock la lista elettorale dell'Unione dei bevitori di birra tedeschi (Deutsche Biertrinker Union), che aveva ottenuto solo 2.534 voti e nessun eletto, oltre ad una manciata di voti in altre cinque elezioni locali negli stati federali tedeschi. Altro esempio noto fu il Partito Polacco degli Amici della Birra, fondato inizialmente per scherzo, ma che ottenne il 2,97% dei voti e 16 seggi al Sejm dopo le elezioni parlamentari in Polonia del 1991, entrando persino nel governo di Hanna Suchocka con un proprio ministro. Tali partiti sono generalmente satirici, sebbene possano sviluppare piattaforme più serie, come nel caso della Polonia.
Il Partito della Birra Austriaco è stato fondato nel 2014 da Marco Pogo, frontman del gruppo punk rock viennese Turbobier. Pogo, il cui vero nome è Dominik Wlazny, è laureato in medicina ed era un medico praticante prima che il successo della sua band lo portasse a cambiare carriera. L'idea per BIER probabilmente è nata da una canzone, "Die Bierpartei", che è apparsa nell'album di debutto di Turbobier, Irokesentango. In un'intervista con Kulturwoche.at, Pogo ha affermato che "il paese ha bisogno di un movimento forte, un movimento forte per la birra (...) l'ho fatto per il Paese". Ha anche affermato che il suo costante coinvolgimento in politica è ispirato dall'Affare Ibiza del 2019.

### Elezioni parlamentari del 2019
Il Partito della Birra (allora operante ancora come BPÖ) non ha preso parte alle elezioni durante i primi quattro anni successivi alla sua istituzione.
Nel 2019, sfruttando il potenziale satirico dello scandalo Ibiza, si è fatto conoscere grazie ad omaggi di birra per ottenere le firme di sostegno (Unterstützungserklärungen) necessarie per la partecipazione alle elezioni parlamentari del 2019. Come motivazione per la sua candidatura, il partito ha dichiarato che le "storielle da ubriaconi – gioco di parole su una dichiarazione del politico populista di estrema destra Heinz-Christian Strache che minimizzava lo scandalo Ibiza – è meglio lasciarle ai professionisti." Data l'impossibilità di una campagna a livello nazionale, BIER si è concentrato su Vienna, riuscendo ad accumulare abbastanza sostegno per apparire nel ballottaggio della capitale. Secondo un sondaggio online del luglio 2019 del quotidiano scandalistico Österreich, il 23% degli intervistati avrebbe considerato la scelta di votare per il BIER in determinate circostanze. Nelle elezioni il partito ha infine ottenuto 4.946 voti, corrispondenti allo 0,6% a Vienna e allo 0,1% in tutta l'Austria.

### Elezioni statali a Vienna del 2020
Subito dopo l'annuncio dei risultati delle elezioni del Consiglio nazionale del 2019, il Partito della Birra ha annunciato l'intenzione di lanciare una campagna per le elezioni statali a Vienna del 2020. Tuttavia, la raccolta delle 1800 firme di sostegno necessarie ha presentato diversi problemi logistici, a causa delle misure di confinamento attuate durante la pandemia di COVID-19 in Austria. Il BIER ha sottolineato che ciò è particolarmente problematico per i piccoli partiti, i quali dipendono dal contatto diretto con gli elettori, criticando la situazione come ingiusta. Tuttavia, anche senza sponsor esterni, il Beer Party è stato in grado di raccogliere abbastanza supporti per partecipare alle elezioni. Per le elezioni del rappresentante distrettuale del 2020, che si sono svolte in concomitanza, il partito ha presentato candidati in ogni distretto viennese, tranne nel primo.
La campagna è stata aperta con un "raduno della birra", guidato da Pogo e dai suoi funzionari di tutti i 23 distretti viennesi. Una delle promesse elettorali del partito era di sostituire la Hochstrahlbrunnen, una fontana a Schwarzenbergplatz, con una fontana di birra. Tra gli obiettivi più seri del Beer Party vi erano il sostegno alla scena culturale di Vienna durante la crisi del coronavirus, gravemente colpita dalle misure di lockdown nazionali. Il BIER, in particolar modo nell'ottobre 2020, è stato in grado di acquisire più coinvolgimento sui social media di qualsiasi altro partito, compresi i partiti maggiori, con un budget di soli 200 euro, nonostante la concorrenza avesse investito decine di migliaia di euro in pubblicità. Notevole è stato anche il sostegno di Niko Alm, un ex membro del Consiglio nazionale, il quale ha gestito la campagna per il partito.
Con l'1,8% dei voti, il BIER non ha ottenuto la rappresentanza nel Landtag. Ciononostante, il partito ha vinto mandati in ben 11 distretti di Vienna. Poiché il partito ha presentato solo un totale di sei candidati alle elezioni, in seguito è stato necessario nominare il rappresentante per i restanti mandati. Il leader del partito, Pogo, fungerà da rappresentante per Simmering, l'undicesimo distretto.
Pogo ha successivamente espresso come obiettivo per il partito l'elezione di un presidente federale, che si è tenuta nel 2022.

### Elezioni presidenziali del 2022

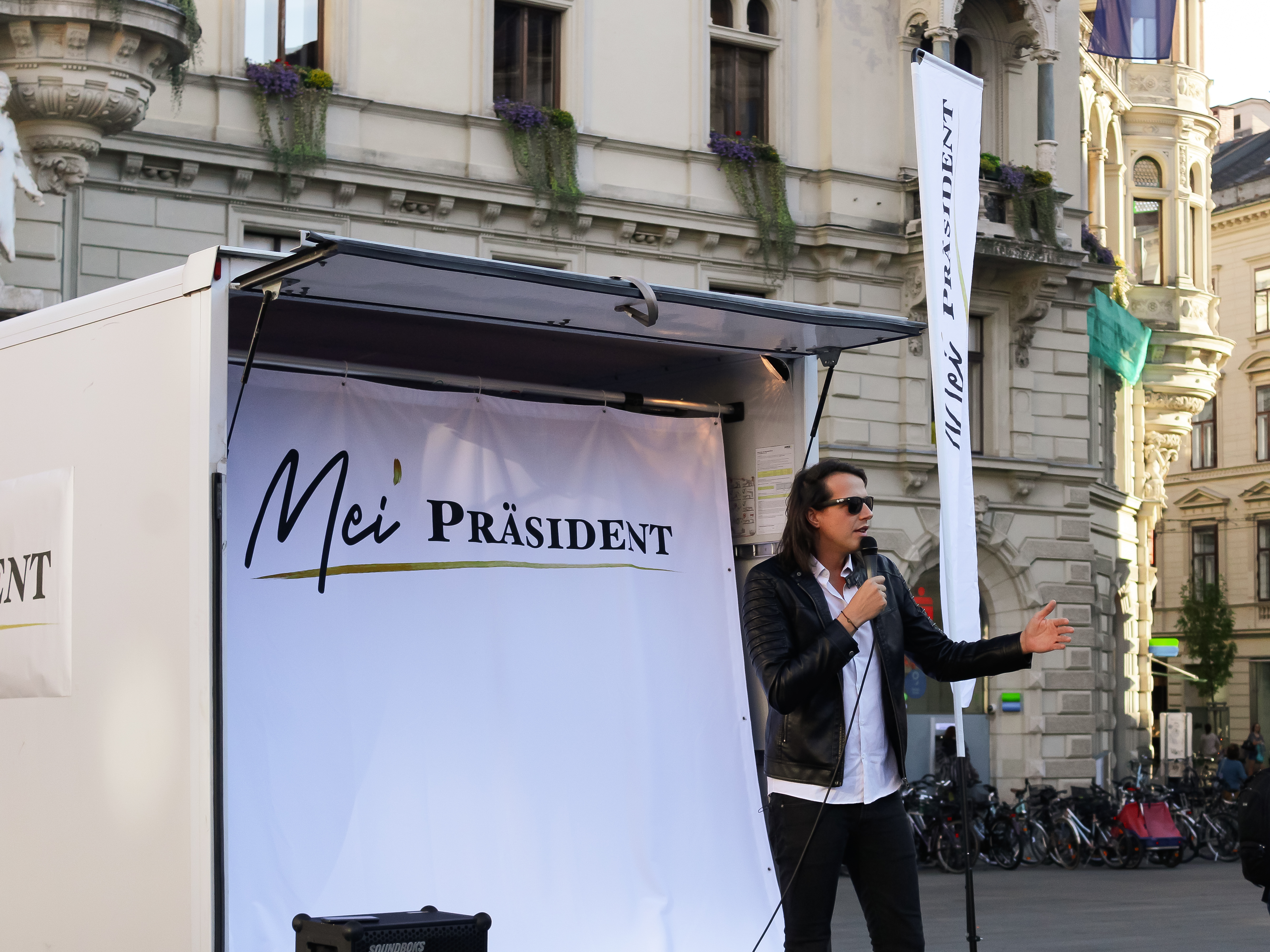
Marco Pogo a Graz durante la campagna elettorale 2022

Durante una conferenza stampa del 13 giugno 2022, Marco Pogo ha annunciato l'intenzione di voler presentare la sua candidatura per le elezioni presidenziali in Austria del 2022, di cui aveva già parlato dopo le elezioni provinciali e comunali di Vienna. Il 19 agosto ha comunicato di aver raccolto le necessarie 6.000 dichiarazioni di sostegno. Nelle elezioni, Wlazny ha ottenuto l'8,3%, piazzandosi al terzo posto, dietro al rieletto in carica Alexander Van der Bellen e Walter Rosenkranz dell'FPÖ.

### Elezioni parlamentari del 2024
Nel gennaio 2024, Dominik Wlazny ha annunciato l'intenzione di presentare il Partito BIER alle elezioni parlamentari in Austria del 2024, a condizione di raggiungere l'obiettivo di 20.000 nuovi iscritti entro la fine di aprile per garantire il finanziamento del partito; pur avendo raggiunto solo il 50% di tale obiettivo, ad aprile Wlazny ha confermato comunque la presentazione della lista. A causa della concentrazione sulle elezioni del Consiglio nazionale, il Partito della birra non si è candidato alle elezioni regionali nel Vorarlberg né alle elezioni europee. L'11 luglio 2024 sono stati presentati i punti essenziali del programma elettorale intitolato "Una depoliticizzazione della politica". Il 26 giugno 2024 il partito BIER ha annunciato di aver raccolto tutte le firme necessarie per candidarsi in tutte le circoscrizioni elettorali dell'Austria. Il partito ha poi ottenuto il 2,01% dei voti, non riuscendo a superare la soglia di sbarramento del 4% necessaria per eleggere un proprio rappresentante parlamentare.

## Ideologia
Secondo il suo statuto, il Partito della Birra si considera un "movimento birrocratico" (bierokratische Bewegung). In una "birrocrazia" (Bierokratie), il potere viene dalla birra. Il partito riconosce l'importanza della libertà di opinione, ad esempio nella libera scelta della varietà di birra. Il consumo di birra dovrebbe essere pubblicamente osservato e le "persone con meno talento nel bere" dovrebbero ricevere un sostegno speciale. Il partito crede che la diversità e l'individualità all'interno della cultura della birra arricchiscano la vita e quindi supportino la tolleranza delle birre straniere. Questa tolleranza non è estesa al Radler, a cui il partito si oppone ufficialmente.

### Programma in 10 punti (elezioni 2020)
Il Partito della Birra riassume la ben più ampia piattaforma in 10 punti che spaziano dalla satira ostentata alla serietà:
- Rimpiazzare la fontana Hochstrahlbrunnen nella Schwarzenbergplatz con una "fontana di birra"
- Consentire di cenare all'aperto in inverno
- Introdurre un test attitudinale obbligatorio per i politici
- Coprire i costi fissi relativi alla pandemia per salvare la scena culturale
- Abolire gli orari di chiusura obbligatoria di ristoranti e bar
- Abolire la tassa sulle bevande nei bar/ristoranti e compensare con una nuova tassa del 50% su radler e "altre atrocità"
- Dare una fornitura mensile universale di un fusto di birra a tutte le famiglie austriache (50 litri per adulto e 20 litri per bambino)
- Mettere al bando il radler a Vienna e istituire un programma di riacquisto di radler, scambiandolo con birra
- Aumentare l'affluenza alle urne, consentendo agli elettori di "restituire alla politica austriaca la serietà che merita"
- Una persona è una persona, vivi e lascia vivere (ad eccezione dei bevitori di radler)

## Risultati elettorali
| Elezione              | Voti    | %    | Seggi/Esito   |
| --------------------- | ------- | ---- | ------------- |
| Parlamentari 2019     | 4.946   | 0,10 | 0 / 183       |
| Statali a Vienna 2020 | 13.095  | 1,80 | 0 / 100       |
| Presidenziali 2022    | 337.010 | 8,31 | ❌ Non eletto |
| Parlamentari 2024     | 97.804  | 2,01 | 0 / 183       |